# Yoshikawa Kenta
Kenta Yoshikawa (sinh ngày 16 tháng 5 năm 1986) là một cầu thủ bóng đá người Nhật Bản.

## Sự nghiệp câu lạc bộ
Kenta Yoshikawa đã từng chơi cho Ehime FC, Kataller Toyama và MIO Biwako Shiga.